# Leptataspis diversa
Leptataspis diversa är en insektsart som beskrevs av Schmidt 1927. Leptataspis diversa ingår i släktet Leptataspis och familjen spottstritar. Inga underarter finns listade i Catalogue of Life.